# Superfantástica
O CD "Simony Superfantástica" (JT Records) é um disco em comemoração aos 25 anos do grupo Balão Mágico, um dos maiores ícones da música pop e infantil na década de 80. Produzido por Carlos Paga, o álbum traz os grandes sucessos do grupo com releituras e novos arranjos.
Destaque para "Lindo Balão Azul", "Ursinho Pimpão" e "Superfantástico". Ao todo, são 13 faixas, gravadas por Luiz Cláudio (violões), Carlos Peniche (guitarra e contra baixo), Andre Carreira (bateria), Angélica Sansone e Túlio Zani (vocais). Os filhos da cantora, Ryan, com até então 7 anos, e Aysha, até então com 5, aparecem nas faixas "Mãe-iê" e "Ursinho Pimpão
Em menos de 1 semana o CD é anunciado como um dos mais vendidos da internet chegando a derrubar Xuxa & Kelly Key em vendas de 50.000 cópias.
O Álbum foi lançado em 12 de Agosto de 2008 na festa de aniversário das crianças.
Com o Sucesso do disco, Simony saiu em turnê por todo o Brasil com o show "Simony Superfantástica", o crescente público fez com que a turnê permanecesse ativa até os dias de hoje percorrendo o Brasil

## Curiosidades
- A música Charleston foi tema do Sábado Animado, na época apresentado por Maísa.
- Simony chegou á se apresentar em muitos programas cantando músicas do CD, como por exemplo: No Programa Sílvio Santos, no programa Olha Você,  entre outros.
- Além da turnê principal Simony chegou a fazer ainda festas ploc, um evento de músicas dos anos 80 aonde foi acompanhada por Orival Pessini que interpretava o personagem Fofão.
- Foi o Último Álbum de Simony Oficialmente lançado.
- Foi o primeiro álbum infantil brasileiro a ter mãe e filhos cantando uma mesma faixa.
- É o sexto álbum de Simony, sendo o décimo segundo em carreira solo, sem contar as coletâneas.

## Faixas
| N.º | Título                       | Compositor(es)                                                    | Duração |  |
| 1.  | "Superfantástico"            | Ignácio Ballesteros – Difelisatti – Edgard Poças                  | 3:07    |  |
| 2.  | "Charleston"                 |                                                                   | 2:31    |  |
| 3.  | "Depende de Nós"             | Ivan Lins                                                         | 3:49    |  |
| 4.  | "Dia dos Pais (Amigo Velho)" |                                                                   | 3:53    |  |
| 5.  | "Juntos"                     |                                                                   | 4:36    |  |
| 6.  | "Lindo Balão Azul"           | Guilherme Arantes                                                 | 3:10    |  |
| 7.  | "Se Enamora"                 | Edgard Poças                                                      | 3:20    |  |
| 8.  | "O Pato Cantor"              |                                                                   | 2:00    |  |
| 9.  | "Tem Gato na Tuba"           |                                                                   | 1:54    |  |
| 10. | "Ai Meu Nariz"               | Milikito, Miliki, Edgard Poças                                    | 3:08    |  |
| 11. | "Ursinho Pimpão"             | Mi Osito Pelón – (t.landa – T. Cruz) - ( Versão Edgard B. Poças ) | 3:22    |  |
| 12. | "Quadrinhas e um Refrão"     |                                                                   | 3:16    |  |
| 13. | "Mãe-Iê"                     |                                                                   | 2:21    |  |

## Vendas e certificações
| País / Certificadora | Certificação | Vendas  |
| -------------------- | ------------ | ------- |
| Brasil (ABPD)        | Ouro         | 100.000 |